# Circuito de Alastaro
O Circuito de Alastaro é um circuito de corridas situado na aldeia de Virttaa em Loimaa, na Finlândia. A pista tem 3,00 quilômetros (1,86 mi) de comprimento. Há também "jokamiesluokka" (folkrace) e pistas de drag racing na mesma área.
O circuito é nomeado após o antigo município da Finlândia. Foi fundido a cidade de Loimaa em 2009.